# Susanne Voser
Susanne Voser (ehemals Susanne Schläpfer-Voser; * 1967 in Neuenhof; heimatberechtigt in Neuenhof und Wald) ist eine Schweizer Politikerin (Die Mitte, vormals CVP).

## Leben
Voser verbrachte ihre Kindheit und Jugendzeit im aargauischen Neuenhof. In der Ostschweiz betrieb sie eine Käserei und war von 2000 bis 2004 Gemeinderätin in Wattwil. Von November 2001 bis Ende Mai 2008 sass Voser für die FDP im Kantonsrat des Kantons St. Gallen. Seit 2012 ist Susanne Voser Gemeindeammannin von Neuenhof.
Am 23. Oktober 2016 fanden die Gesamterneuerungswahlen des Aargauer Grossen Rats statt, und Voser wurde mit 6338 Stimmen gewählt.